# Okrajové moře

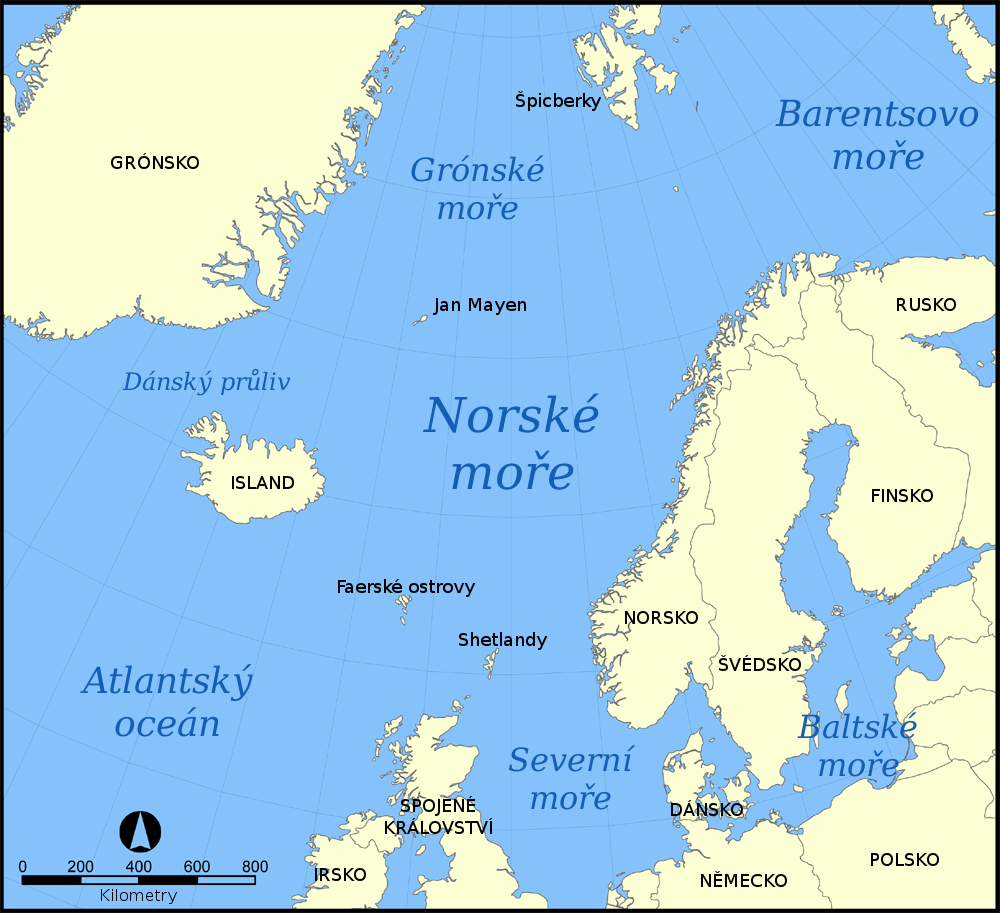
Grónské, Norské, Barentsovo, a Severní moře patří mezi okrajová moře Atlantského oceánu

Okrajové moře je takové moře, které je na okraji oceánu a je částečně ohraničené pevninou, jako jsou ostrovy, souostroví či poloostrovy. Na rozdíl od vnitřních moří mají okrajová moře mořské proudy způsobené mořskými větry. Salinitou a systémem mořských proudů se neliší od zbytku oceánu, k němuž náleží. Mnoho okrajových moří je ohraničených ostrovními oblouky, které byly vytvořeny subdukcí jedné oceánské desky pod druhou.
Mezi příklady okrajových moří patří:
- Barentsovo moře
- Beringovo moře
- Filipínské moře
- Jihočínské moře
- Karibské moře
- Moře Laptěvů
- Norské moře
- Severní moře